# Sonata per a violí núm. 25 (Mozart)
La Sonata per a violí núm. 25 en fa major, K. 377 (374e), és una composició de Wolfgang Amadeus Mozart acabada l'estiu de 1781 a Viena, només unes poques setmanes després d'haver-se instal·lat a la ciutat després d'haver deixat Salzburg i la feina al servei de l'arquebisbe Colloredo. L'obra fou publicada per l'editor Artaria com a Op. 2, juntament amb les sonates per a violí K. 296, K. 376, K. 378, K. 379 i K. 380. La seva interpretació sol durar uns vint minuts.
L'obra consta de tres moviments:
1. Allegro
2. Andante (variacions, en re menor)
3. Tempo di Menuetto-Rondó